# Nowa Uszycia (obwód żytomierski)
Nowa Uszycia (ukr. Нова Ушиця) – osiedle na Ukrainie, w obwodzie żytomierskim, w rejonie korosteńskim, w hromadzie Uszomierz. W 2001 liczyło 145 mieszkańców, spośród których 134 wskazało jako ojczysty język ukraiński, a 11 rosyjski.